# Садры
Садры — садр (Садр-и-джахан — столп мира), Бурханиды. — титул феодальных правителей Бухары 12 — нач. 13 вв. рода Бурхан, соединявших в своих руках духовную и светскую власть. Первым, имевшим этот титул, был законовед исламского тариката ханифитский Абдалазиз ибн Омар, который был раисом (правителем) Бухары по назначению сельджукского султана Санджара. Позднее Садры попали в зависимость от Караханидов, но, опираясь на поддержку богатых горожан, они постепенно освобождались от неё. Бухарские Садры стали наследств. династией раисов, сохранив свои земельные владения и большую власть даже после монгольского нашествия. Садры держали под своим контролем обширное вакуфное землевладение, имели собственные земли, торгово-ремесл. заведения и вели караванную торговлю. Народное восстание против садров в начале 13 века возглавил Санджар-Малик.
В конце XVI века Садр — верховный религиозный предводитель, начальник верховного духовного присутствия. В XVII веке существовали два главных садра:
1. «Садр-е хассе — ***»
2. «Садр-е’амме — ***», последний назывался также «Садр-ул-мамалик».

Первоначально обе должности занимало одно и то же высшее духовное лицо. Впоследствии же назначались разные люди, из которых более широкими правами пользовался «Садр-е хассе», носивший титул "Садр-ул-судур — *** (Садр садров). Во всех вилайетах он назначал Шейх-уль-исламов, кази, мударрисов духовных школ, мутавалли и мустовфи мечетей, распоряжался всеми делами, связанными с духовными служителями.
С XVII в. по XIX века в ханствах Средней Азии Садр или «Садр-ул-судур» — возглавлял верховное духовное присутствие «Диван-ал-Садорат» и присутствовал на заседаниях гражданского суда, возглавляемого Диванбеки. Решения, вынесенные Садрами, подлежали заверению со стороны, Диванбеки и после утверждения шахским указом рекомендовались к применению.